# Carl Christian Lose den ældre
Carl Christian Lose (Sen. eller den ældre) (født 28. februar / 28. december ? 1787, død 13. juli 1835) var en dansk boghandler og musikforlægger.
Lose åbnede den 16. juli 1821 sin bog- og musikhandel i Gothersgade i København. Hans far, Christian Gottlieb Lose, havde siden 1802 forhandlet musikalier og kunstværker i et hus på hjørnet af Admiralgade og Boldhusgade og var bl.a. kendt for sit store sortiment. C.G. Lose, der var indvandret fra Schlesien, havde i sin tid overtaget forretningen fra den franskfødte E.F.J. Haly, som var begyndt i 1793. Noderne til tidens nyeste teater- og dansemusik var en vigtig handelsvare. I 1814 var forlaget overgået til sønnen, som bl.a. satsede på selv at trykke sine noder.
I 1815 gik C.C. Lose – med den tyske stentrykker Heinrich Wenzler fra Thüringen som fagkyndig – over til at fremstille nodetryk ad litografisk vej og han var dermed den første litograf i Danmark. 8. november samme år fik Lose og Wentzler 8 års eneret på litografien. Så længe varede det dog ikke, for Wentzlers indsats var ikke overbevisende, og i 1820 solgte Lose værkstedet til staten for 2000 Rigsdaler.
Han fortsatte nu sin musikhandel, strengehandel og nodetrykkeri, og efter at Søren Sønnichsen havde afviklet sit musikforlag og -handel i 1816-20, fik Lose efterhånden en ledende stilling i dansk musikhandel gennem hele den første halvdel af 1800-tallet, dvs. guldalderperioden. Imidlertid døde han selv på en baderejse i 1835. Sønnen var kun 14 år gammel, så hans enke og fra 1. oktober 1835 P.W. Olsen overtog ledelsen af forretningen. Peter Wilhelm Olsen (8. juli 1791 – 1859) havde fra 1806 været i Loses musikhandel. Firmaet C.C. Lose & Olsen blev fra 1845 overtaget af Loses søn, Carl Christian Lose den yngre, som fortsatte og udvidede virksomheden.